# 머핸급 구축함

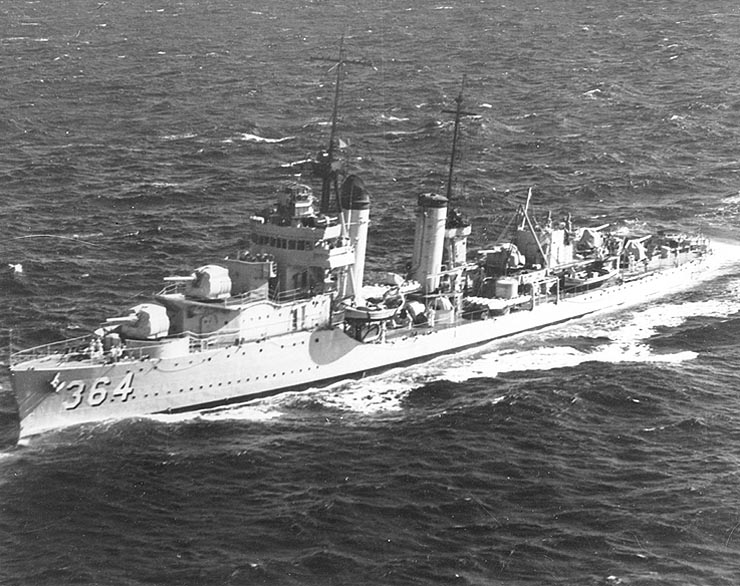
머핸급 구축함

머핸급 구축함(Mahan-class destroyer)은 미국 해군의 18척의 구축함으로 구성되었으며 그 중 처음 16척은 1934년에 건조되었다. 18척 중 마지막 2척인 던랩과 패닝(이 두 쌍의 배는 1935년에 건조됨)은 때때로 별도의 구축함으로 간주된다. 18척 모두 1936년과 1937년에 취역했다. 머핸급은 해군력에 대한 영향력 있는 역사가이자 이론가인 앨프리드 세이어 머핸 소장의 이름을 딴 네임쉽이었다.
머핸급은 어뢰 발사관 12개, 포대 보호 장치, 비상용 발전기 등 이전 구축함에 비해 개선된 기능을 갖추고 있다. 표준 배기량은 1,365톤에서 1,500톤으로 증가했다. 이 함급은 압력과 온도의 증가와 새로운 유형의 경량 증기 터빈을 결합한 새로운 증기 추진 시스템을 도입했다. 이 시스템은 머핸의 전임자보다 간단하고 효율적이라는 것이 입증되어 이후 많은 전시 미국 구축함에 사용되었다.
18척의 군함은 모두 제2차 세계 대전에서 과달카날 전역과 산타 크루즈 제도, 레이테만 전투, 이오지마 전투를 포함한 태평양 전구에서 활약했다. 주요 및 2차 전역 참여에는 교두보 포격, 상륙 착륙, 특무부대 선별, 호송 및 순찰 임무, 대공 및 잠수함 전투가 포함되었다. 6척의 함선이 전투에서 손실되었고 2척은 전후 크로스로드 작전(Operation Crossroads) 핵 실험에서 소모되었다. 나머지는 전쟁 후 판매 또는 폐기되었다. 오늘날에는 아무것도 남지 않았다. 이 군함은 제2차 세계 대전에서 활약한 공로로 총 111개의 배틀 스타를 받았다.

## 참고 문헌
- Bauer, K. Jack; Roberts, Stephen S. (1991). 《Register of Ships of the U.S. Navy, 1775–1990: Major Combatants》. Westport, Connecticut: Greenwood Press. ISBN 0-313-26202-0.
- Friedman, Norman (2004). 《U.S. Destroyers》. Annapolis, MD: Naval Institute Press. ISBN 978-1-55750-442-5.
- Gardiner, Robert; Chesneau, Roger (1980). 《Conway's All the World's Fighting Ships 1922–1946》. London: Conway Maritime Press. ISBN 0-83170-303-2.
- Hodges, Peter; Friedman, Norman, 편집. (1979). 《Destroyer Weapons of World War 2》. Annapolis, MD: Naval Institute Press. ISBN 0-87021-929-4.
- McComb, Dave (2010). 《US Destroyers 1934–1945》. Long Island City, New York: Osprey Publishing. ISBN 978-1-84603-443-5.
- Reilly, John (1983). 《United States Navy Destroyers of World War II》. Poole, Dorset, England: Blandford Press. ISBN 0-7137-1026-8.
- Rohwer, Jürgen (2005). 《Chronology of the War at Sea, 1939–1945: The Naval History of World War Two》. Annapolis, MD: Naval Institute Press. ISBN 1-59114-119-2.
- Rohwer, Jürgen; Hümmelchen, Gerhard (1992). 《Chronology of the War at Sea 1939–1945》. Annapolis, MD: Naval Institute Press. ISBN 1-55750-105-X.
- Roscoe, Theodore (1953). 《United States Destroyer Operations in World War II》. Annapolis, MD: Naval Institute Press. ISBN 0-87021-726-7.
- Silverstone, Paul H. (1965). 《U.S. Warships of World War II》. London: Ian Allan Ltd.